# Загер, Дирк
Дирк Загер (нем. Dirk Sager; 13 августа 1940, Гамбург — 2 января 2014, Потсдам) — немецкий тележурналист и телережиссер, работавший в СССР и России свыше 20 лет. По определению «Вести.ру» «Немецкий журналист с русской душой». Работал на ZDF (бывший руководитель московской студии), написал ряд книг и снял несколько фильмов о России. Заместитель председателя немецкого ПЕН-центра, уполномоченный комитета «Писатели в тюрьмах».
Снялся в художественном фильме «Две главы из семейной хроники» (Мосфильм, 1982), в документальных фильмах.
После окончания средней школы в школе-интернате в Далем-Маренау в 1961 году поступил в Свободный университет Берлина, основанный 4 декабря 1948 года в разделённом на оккупационные сектора послевоенном Берлине. Здесь он обучался американистике, политологии и журналистике с 1962 по 1968 гг., попутно проходя стажировку и работая внештатным корреспондентом на СМИ (включая радио Бремена).
Стал профессиональным журналистом, будучи еще студентом. В 1966 году принят редактором в РИАС. В этой радиокомпании Западного Берлина, которая вещала с 1946 по 1993 под патронажем американских оккупационных властей, Дирк Загер работал до 1968 года. С 1968 работал в ZDF, корреспондентом в Восточном Берлине, Москве и Вашингтоне. С 1984 по 1990 возглавлял редакцию политического журнала Kennzeichen D, издаваемого ZDF. С 1990 по март 2004 (с перерывом на один год) — шеф-редактор студии ZDF в Бранденбурге и в Москве.
Много путешествовал по России.
Скончался 2 января 2014 года в Потсдаме в возрасте 73 лет.